# 邵武軍
邵武军，中国宋朝设置的军。
宋太宗太平兴国五年（980年），分建州设置邵武军，治所在邵武县（今福建省邵武市）。包括今日福建省南平市西部的邵武市和光泽县與及三明市北部的泰宁县和建宁县等地。因地势险要，号称铁邵武。有铜矿、铁矿。元朝，改为邵武路。明朝，改为邵武府。